# Ithomiola celtilla
Ithomiola celtilla är en fjärilsart som beskrevs av William Chapman Hewitson 1870. Ithomiola celtilla ingår i släktet Ithomiola och familjen Riodinidae. Inga underarter finns listade i Catalogue of Life.

## Bildgalleri

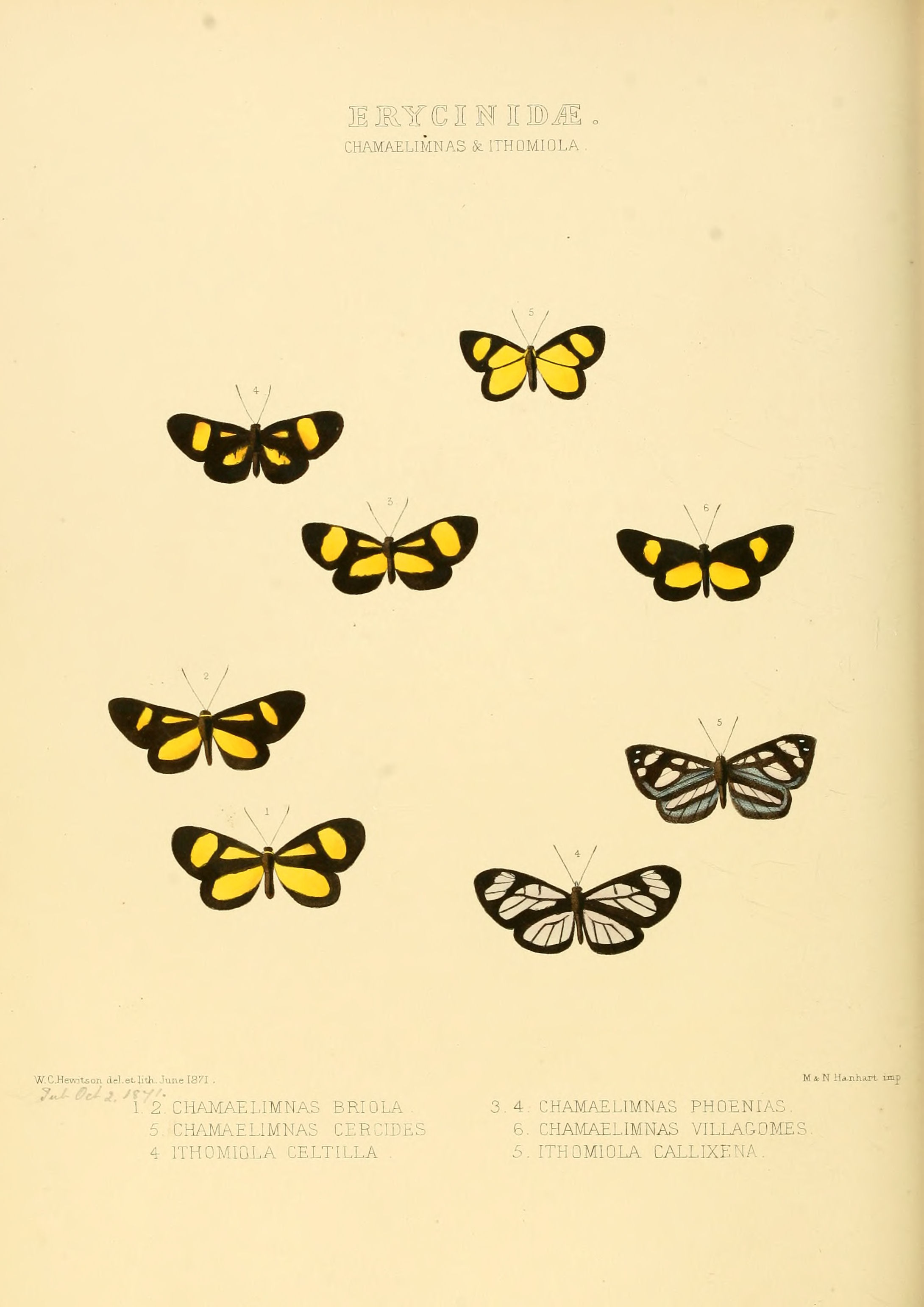
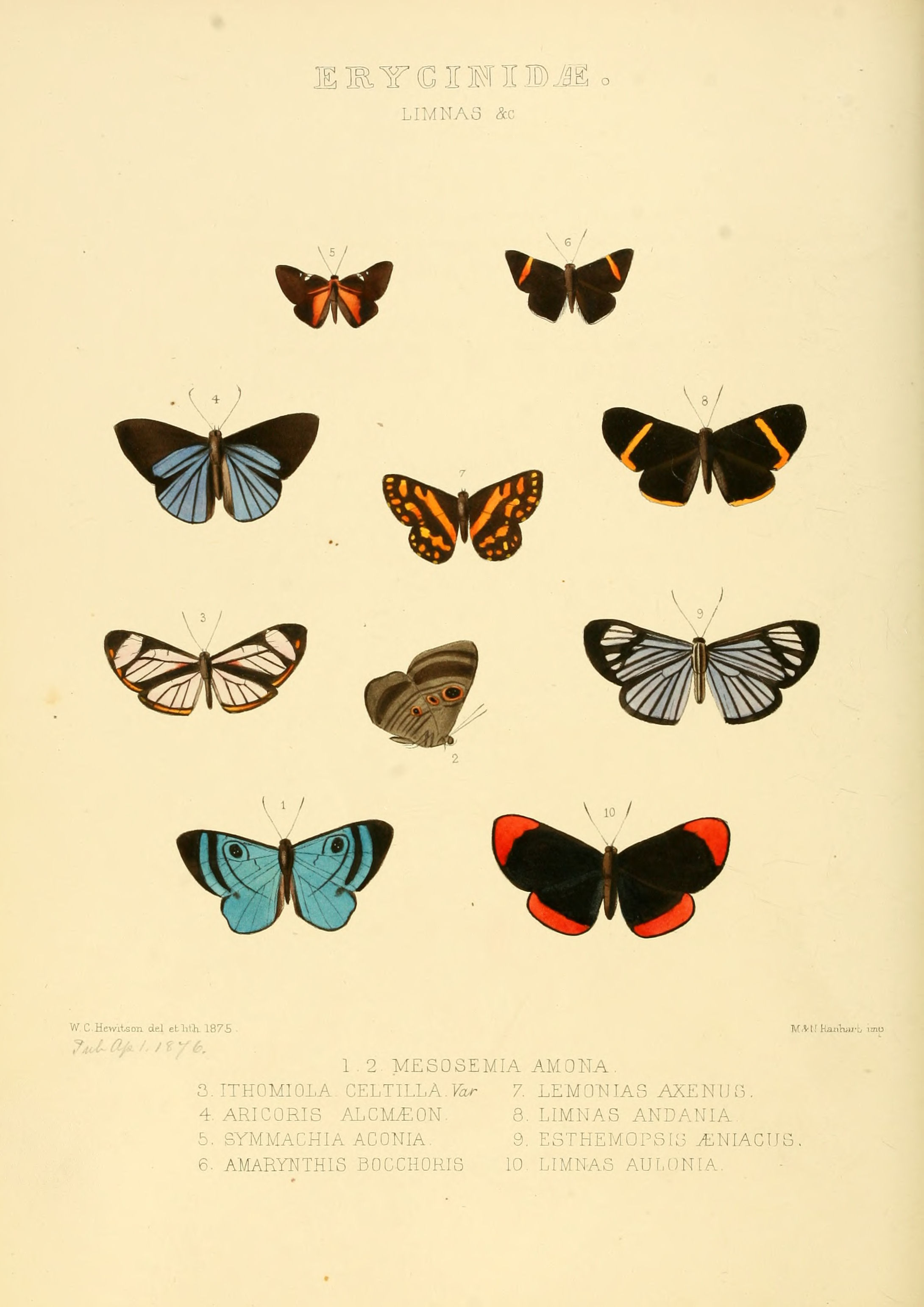